# アインシュタイン半径
アインシュタイン半径（アインシュタインはんけい、英: Einstein radius）はアインシュタインリングの半径であり、また一般に重力レンズを特徴付ける角度の一つでもある（重力レンズによってできる像の広がりが典型的にはアインシュタイン半径のオーダーであるため）。

## 導出

重力レンズの幾何

以下の導出では、レンズ源 L の全質量 M はその中心に凝集しているものと考える。質点が作る歪みは計算可能であり、古典的な一般相対性理論のテストの一つでもある。α1 を質点 M による微小な屈曲角
{\displaystyle \alpha _{1}={\frac {4G}{c^{2}}}{\frac {M}{b_{1}}}}
とする（シュワルツシルト解を参照）。ここで
b1 は衝突径数（光線が質量中心へ最接近する距離）。
G は万有引力定数。
c は光速。
角度が微小であるとき（単位はラジアン）、距離 DL の位置にあるレンズ L へ θ1 の角度で光線が最接近したとすれば、衝突径数は b1 = θ1 DL となる。屈曲角 α1 を表す式に代入すると次のように書き直せる。
{\displaystyle \alpha _{1}(\theta _{1})={\frac {4G}{c^{2}}}{\frac {M}{\theta _{1}}}{\frac {1}{D_{\rm {L}}}}} ..... (Eqn. 1)
レンズがないときに光源が見える角度を θS とし（これは一般には観測不能である）、レンズを通して像が見える角度を θ1 とする。距離 DS にある光源面で幾何的に考えると、角度 θ1 により切り取られる距離は θS DS と α1 DLS の和であることがわかるから、レンズ方程式
{\displaystyle \theta _{1}\;D_{\rm {S}}=\theta _{\rm {S}}\;D_{\rm {S}}+\alpha _{1}\;D_{\rm {LS}}}
が得られ、これを変形すると次式になる。
{\displaystyle \alpha _{1}(\theta _{1})={\frac {D_{\rm {S}}}{D_{\rm {LS}}}}(\theta _{1}-\theta _{\rm {S}})} ..... (Eqn. 2)
(eq. 1) と (eq. 2) を等しいと置いて整理すると、次式が得られる。
{\displaystyle \theta _{1}-\theta _{\rm {S}}={\frac {4G}{c^{2}}}\;{\frac {M}{\theta _{1}}}\;{\frac {D_{\rm {LS}}}{D_{\rm {S}}D_{\rm {L}}}}}
レンズの真後ろにある点光源については θS = 0 であり、質点に対するレンズ方程式からはアインシュタイン半径と呼ばれる θ1 の特性値 θE が得られる。θS = 0 と置いて θ1 について解くと
{\displaystyle \theta _{E}=\left({\frac {4GM}{c^{2}}}\;{\frac {D_{\rm {LS}}}{D_{\rm {L}}D_{\rm {S}}}}\right)^{1/2}}
θE はレンズ効果を表す量を作るのに便利な線形尺度で、これを使えばレンズ方程式は次のように書ける。
{\displaystyle \theta _{1}=\theta _{\rm {S}}+{\frac {\theta _{E}^{2}}{\theta _{1}}}}
アインシュタイン半径に定数を代入すると
{\displaystyle \theta _{E}=\left({\frac {M}{10^{11.09}M_{\bigodot }}}\right)^{1/2}\left({\frac {D_{\rm {L}}D_{\rm {S}}/D_{\rm {LS}}}{\rm {Gpc}}}\right)^{-1/2}{\rm {arcsec}}}
ここで、質量は太陽質量（M☉）を単位とし、距離はギガパーセク (Gpc) で表してある。アインシュタイン半径は一般にレンズが光源と観測者の中間点に位置するとき最大になる。
1 ギガパーセク (1 Gpc) ほどの距離にある高密度天体 Mc ≈ 10×1015 M☉ に対しては、この半径は 100 arcsec 程度まで大きくなる（重力マクロレンズと呼ばれる）。銀河系の範囲で（例えばD ~ 3 kpc）1 M☉ 程度の重力マイクロレンズ天体を探索する場合、典型的なアインシュタイン半径は 1/1000秒（milli-arcseconds）のオーダーとなり、結果的にレンズにより分裂した像を観測するのは現在の技術では不可能である。
光がレンズの下側を通って観測者へ到達する場合は同様に考えて
{\displaystyle \theta _{2}\;D_{\rm {S}}=-\;\theta _{\rm {S}}\;D_{\rm {S}}+\alpha _{2}\;D_{\rm {LS}}}
{\displaystyle \theta _{2}+\theta _{\rm {S}}={\frac {4G}{c^{2}}}\;{\frac {M}{\theta _{2}}}\;{\frac {D_{\rm {LS}}}{D_{\rm {S}}D_{\rm {L}}}}}
であることがわかり、次式が得られる。
{\displaystyle \theta _{2}=-\;\theta _{\rm {S}}+{\frac {\theta _{E}^{2}}{\theta _{2}}}}
レンズが質点ではなく広がりを持った質量分布である場合にも、角 α の表現の仕方を変えることでこれまでの議論を一般化でき、それにより像の位置 θI(θS) が計算できる。屈曲が微小のときはこの関数は1対1対応で、観測される位置での歪みと整合的である（光源の位置を元に戻すことができる）。これを弱い重力レンズ（weak lensing）と言う。屈曲が大きい場合、像が多重に現れて元の位置に戻せないようになる。これを強い重力レンズ（strong lensing）と言う。質量が広がりを持って分布しているとき、アインシュタインリングができるためは分布が軸対称的でなくてはならないことに注意する。